# One Shot Summer (2010)
One Shot Summer è una raccolta brani degli anni ottanta e novanta pubblicata nel 2010 dalla Universal Music Italia srl.

## Il disco
La raccolta è stata pubblicata in doppio CD con numero di catalogo 007 5 32852 e appartiene alla collana One Shot. 
Raccoglie i tormentoni estivi italiani e stranieri maggiormente ascoltati e richiesti tra gli anni ottanta e duemila.
Per veste grafica e altre caratteristiche, sembra essere più un completamento della serie One Shot 'aaaa', piuttosto che appartenere alla datata One Shot '80, della quale fa invece parte il precedente One Shot Summer pubblicato nel 2000. Entrambe le raccolte hanno lo stesso titolo e sulle copertine non recano alcuna dicitura che suggerisca una sequenza numerica o di volume. Sono però cronologicamente successive (10 anni di intervallo l'una dall'altra), con questa, seconda e più recente, pubblicata ormai un anno dopo One Shot '80 Volume 20 (Pop Italia), che conclude il progetto One Shot '80.

## Tracce
Il primo è l'anno di pubblicazione del singolo, il secondo quello dell'album; altrimenti coincidono.
Disco 1
1. Claudio Cecchetto – Gioca jouer – 3:52 (testo: Claudio Cecchetto – musica: Claudio Simonetti) – 1981
2. Lu Colombo – Maracaibo – 3:49 (Maria Luisa Colombo) – 1982
3. Giuni Russo – Un'estate al mare – 3:17 (testo: Franco Battiato – musica: Giusto Pio, Franco Battiato) – 1982, 1983
4. Righeira – Vamos a la playa – 3:41 (testo: Stefano Righi – musica: Stefano Righi, Carmelo La Bionda) – 1983
5. Gruppo Italiano – Tropicana – 3:30 (testo: Raffaella Riva – musica: Gigi Folino, Chicco Santulli) – 1983, 1985
6. Raf – Self Control – 3:59 (testo: Steve Piccolo – musica: Raffaele Riefoli, Giancarlo Bigazzi) – 1984
7. Sandy Marton – People from Ibiza (album version) – 3:08 (testo: Claudio Cecchetto – musica: Aleksandar Marton) – 1984, 1986
8. Baltimora – Tarzan Boy – 3:54 (testo: Naimy Hackett – musica: Maurizio Bassi) – 1985
9. Tracy Spencer – Run to Me (single version) – 3:44 (testo: Graziano Pegoraro – musica: Ray Foster, Romano Bais, Pier Michele Bozzetti) – 1986, 1987
10. Spagna – Easy Lady – 4:52 (testo: Ivana Spagna – musica: Ivana Spagna, Giorgio Spagna, Alfredo 'Larry' Pignagnoli) – 1986, 1987
11. Sabrina Salerno – Boys (Summertime Love) – 3:54 (testo: Claudio Cecchetto, Malcolm Charlton – musica: Matteo Bonsanto, Roberto Rossi) – 1987
12. Afrika Bambaataa – Reckless (feat. UB40) – 5:23 (Kevin Donovan, UB40) – 1988
13. Jovanotti – Gimme Five – 3:53 (testo: Lorenzo Cherubini – musica: Claudio Cecchetto, David Sabiu, Michele Centonze) – 1988
14. Crystal Waters – Gypsy Woman (She's Homeless) (Strip to the Bone radio edit) – 3:39 (Neal Conway, Crystal Waters) – 1991
15. Snap! – Rhythm Is a Dancer (single version) – 3:44 (testo: Benito Benites, John Virgo Garrett III[2], Thea Austin – musica: Michael Münzing, Luca Anzilotti) – 1992
16. Double You – Please Don't Go – 3:19 (Harry Wayne Casey, Richard Finch) – 1992
17. 883 – Hanno ucciso l'Uomo Ragno – 4:12 (testo: Mauro Repetto – musica: Max Pezzali) – 1992
18. Haddaway – What Is Love – 4:29 (testo: Junior Torello – musica: Dee Dee Halligan) – 1993

Durata totale: 70:19
Disco 2
1. Shaggy – Boombastic (full length version) – 4:09 (Robert Livingston, Orville Burrell, King Floyd III) – 1995
2. Ace of Base – All That She Wants (radio edit) – 3:32 (Jonas Berggren, Ulf Ekberg) – 1992, 1993
3. Playahitty – The Summer Is Magic (feat. Jenny B) (Alex Party mix) – 3:58 (testo: Emanuele Asti – musica: Emanuele Asti, Stefano Carrara) – 1994
4. La Bouche – Sweet Dreams (radio edit) – 3:26 (testo: Robert Haynes, Melanie Thornton – musica: Mehmet Sönmez) – 1994, 1995
5. Corona – The Rhythm of the Night (feat. Jenny B) (radio edit) – 4:25 (Francesco Bontempi, Ann Lee, Giorgio Spagna, Peter Glenister, Michael Gaffey) – 1993, 1995
6. Scatman John – Scatman (Ski Ba Bop Ba Dop Bop) (basic radio mix) – 3:34 (John Larkin, Antonio Nunzio Catania) – 1994, 1995
7. Los del Río – Macarena (original mix) – 4:14 (Rafael Ruiz Perdigones, Antonio Romero Monge) – 1995, 1996
8. Alex Britti – Solo una volta (o tutta la vita) – 4:04 (Alessandro Britti) – 1998
9. Piotta – Supercafone '99 – 3:51 (testo: Tommaso Zanello – musica: Tommaso Zanello, Francesco Saverio Caligiuri) – 1999
10. Lou Bega – Mambo No. 5 (A Little Bit of) – 3:40 (testo: Lou Bega, Zippy Davids – musica: Pérez Prado) – 1999
11. Jarabe de Palo – La flaca – 4:22 (Jarabe de Palo) – 1996
12. Eiffel 65 – Blue (Da Ba Dee) (Dj Ponte radio edit) – 4:46 (testo: Massimo Gabutti, Maurizio Lobina – musica: Gianfranco Randone, Maurizio Lobina) – 1998, 1999
13. Paola & Chiara – Vamos a bailar (Esta vida nueva) – 4:07 (Paola Iezzi, Chiara Iezzi) – 2000
14. Noelia – Candela (radio edit) – 3:32 (Estéfano Salgado) – 2001, 1999
15. Valeria Rossi – Tre parole – 3:45 (testo: Francesco Cabras, Valeria Rossi – musica: Liliana Richter, Valeria Rossi) – 2001
16. DJ Bobo – Chihuahua (single version) – 3:04 (René Baumann, Axel Breitung, Ray Gilbert, Louis Oliveira) – 2003
17. Dj Francesco – La canzone del capitano (Capi wawa remix) – 3:59 (testo: Davide Primiceri, Francesco Facchinetti – musica: Alberto Rapetti, Francesco Facchinetti) – 2003, 2004
18. Checco Zalone – Siamo una squadra fortissimi (laiv) – 2:22 (Luca Medici) – 2006, 2007

Durata totale: 68:50